# Kościół Matki Bożej Częstochowskiej w Maszewie
Kościół Matki Bożej Częstochowskiej w Maszewie – rzymskokatolicki kościół parafialny w Maszewie, w powiecie goleniowskim, w województwie zachodniopomorskim. Należy do dekanatu Maszewo. Mieści się przy ulicy Adama Mickiewicza.

## Historia i architektura

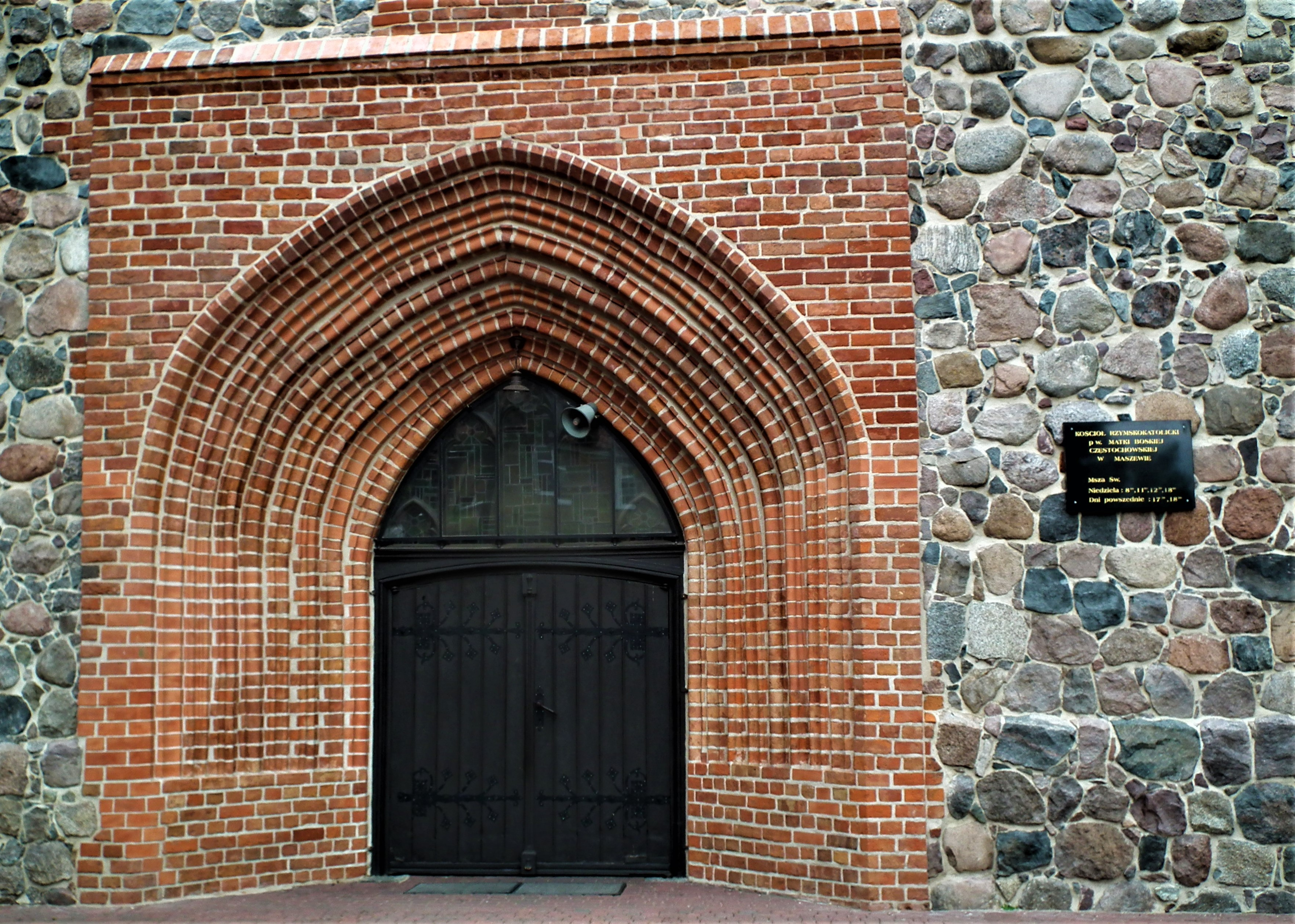
Portal

Świątynia była wznoszona od 4-tej ćwierci XIII do połowy XV stulecia. Jest to budowla gotycka o cechach charakterystycznych dla architektury miejskich far Pomorza Zachodniego. Formy średniowiecznej świątyni ukształtowane zostały w dwóch fazach budowlanych. W pierwszej, przypadającej na koniec XIII stulecia, rozpoczęła się budowa kamiennej wieży i korpusu nawowego. Budowa została ukończona przed 1358 rokiem, ponieważ w tym roku świątynia została poświęcona. W drugiej fazie, w pierwszej połowie XV stulecia, korpus nawowy został przebudowany, jego kamienne mury zostały zastąpione ceglanymi, korpus został podzielony na trzy nawy w układzie trójprzęsłowym. Wnętrze zostało przykryte sklepieniami gwiaździstymi, wspartymi przez ośmioboczne filary o profilowanych półwałkowo. 
W latach 1604–1741 z powodu złego stanu technicznego wieży, dzwony kościelne nie były używane. W 1741 roku została zbudowana nowa wieża, która spłonęła od uderzenia pioruna w 1819 roku. Na jej miejscu wzniesiono w latach 1821–1822 obecną. Zwieńczenie wieży zostało zbudowane w 1868 roku. W latach 1806–1807 Maszewo i okolice są terenami walk między wojskami pruskimi i francuskimi. Obozujący w mieście Francuzi użytkowali świątynię jako magazyn. Podczas II wojny światowej maszewska fara została częściowo uszkodzona, miała również zniszczony w 80% dach, który został naprawiony już w 1945 roku. Jeszcze na początku sierpnia 1945 roku świątynia nie mogła służyć wiernym. Po uporządkowaniu świątyni przez pierwszych polskich mieszkańców miasta, 19 sierpnia 1945 roku budowla została poświęcona przez księdza Bogdana Szczepanowskiego i została odprawiona pierwsza po reformacji Msza święta.

## Otoczenie
Przy kościele pochowany jest proboszcz maszewski, ksiądz Piotr Skarba (1928-1973). Posadzono tu też Drzewo Jubileuszowe Roku 2000 z tablicą Dekalogu oraz Drzewo Pamięci Ojca Świętego Jana Pawła II (2003). 